# Dalida/Diskografie
Diese Diskografie ist eine Übersicht über die musikalischen Werke der französischen Sängerin italienischer Abstammung Dalida. Den Schallplattenauszeichnungen zufolge hat sie bisher mehr als 2,1 Millionen Tonträger verkauft. Ihre erfolgreichste Veröffentlichung ist die Kompilation Les années Orlando Vol. 4 – J’attendrai mit über 400.000 verkauften Einheiten.

## Alben

### Studioalben
| Jahr | Titel Musiklabel Katalog-Nr.       | Höchstplatzierung, Gesamtwochen/‑monate, AuszeichnungChartplatzierungen (Jahr, Titel, Musiklabel Katalog-Nr., Platzierungen, Wochen/Monate, Auszeichnungen, Anmerkungen) | Höchstplatzierung, Gesamtwochen/‑monate, AuszeichnungChartplatzierungen (Jahr, Titel, Musiklabel Katalog-Nr., Platzierungen, Wochen/Monate, Auszeichnungen, Anmerkungen) | Höchstplatzierung, Gesamtwochen/‑monate, AuszeichnungChartplatzierungen (Jahr, Titel, Musiklabel Katalog-Nr., Platzierungen, Wochen/Monate, Auszeichnungen, Anmerkungen) | Höchstplatzierung, Gesamtwochen/‑monate, AuszeichnungChartplatzierungen (Jahr, Titel, Musiklabel Katalog-Nr., Platzierungen, Wochen/Monate, Auszeichnungen, Anmerkungen) | Höchstplatzierung, Gesamtwochen/‑monate, AuszeichnungChartplatzierungen (Jahr, Titel, Musiklabel Katalog-Nr., Platzierungen, Wochen/Monate, Auszeichnungen, Anmerkungen) | Höchstplatzierung, Gesamtwochen/‑monate, AuszeichnungChartplatzierungen (Jahr, Titel, Musiklabel Katalog-Nr., Platzierungen, Wochen/Monate, Auszeichnungen, Anmerkungen) | Höchstplatzierung, Gesamtwochen/‑monate, AuszeichnungChartplatzierungen (Jahr, Titel, Musiklabel Katalog-Nr., Platzierungen, Wochen/Monate, Auszeichnungen, Anmerkungen) | Anmerkungen                | [↑]: gemeinsam behandelt mit vorhergehendem Eintrag; [←]: in beiden Charts platziert |
| Jahr | Titel Musiklabel Katalog-Nr.       | DE | AT | CH | FR | IT | BEW | BEF | Anmerkungen                |                                                                                      |
| ---- | ---------------------------------- | --- | --- | --- | --- | --- | --- | --- | -------------------------- | ------------------------------------------------------------------------------------ |
| 1968 | Dalida Barclay SIB-30              | — | — | — | — | IT4 (2 Mt.)IT | —[BEF: ↑] | —[BEF: ↑] | Erstveröffentlichung: 1968 |                                                                                      |
| 1968 | Dalida Barclay BSP-9045            | — | — | — | — | IT1 (2 Mt.)IT | —[BEF: ↑] | —[BEF: ↑] | Erstveröffentlichung: 1968 |                                                                                      |
| 1968 | Le temps des fleurs                | — | — | — | FR8 (38 Wo.)FR | — | —[BEF: ↑] | —[BEF: ↑] | Erstveröffentlichung: 1968 |                                                                                      |
| 1974 | Dalida 74 auch bekannt als: Manuel | — | — | — | FR12 (8 Wo.)FR | — | —[BEF: ↑] | —[BEF: ↑] | Erstveröffentlichung: 1974 |                                                                                      |
| 1977 | Salma ya salama                    | — | — | — | FR6 (20 Wo.)FR | — | —[BEF: ↑] | —[BEF: ↑] | Erstveröffentlichung: 1977 |                                                                                      |
| 1978 | 50 Succès Disco                    | — | — | — | FR5 (16 Wo.)FR | — | —[BEF: ↑] | —[BEF: ↑] | Erstveröffentlichung: 1978 |                                                                                      |

grau schraffiert: keine Chartdaten aus diesem Jahr verfügbar
Weitere Studioalben
| - 1957: Son nom est Dalida - 1957: Miguel - 1958: Gondolier - 1958: Les gitans - 1959: Le disque d’or de Dalida - 1959: Love in Portofino (A San Cristina) - 1960: Les enfants du Pirée - 1961: Garde-moi la dernière Danse - 1961: Loin de moi - 1962: Le petit Gonzalès - 1963: Eux - 1964: Amore scusami (Amour excuse-moi) - 1965: Il Silenzio (Bonsoir Mon Amour) - 1967: Olympia 67 - 1969: Ma mère me disait - 1969: Canta in italiano - 1970: Ils ont changé ma chanson | - 1971: Une vie - 1972: Il faut du temps - 1973: Dalida 73 (auch bekannt als Julien) - 1974: Gigi l’amoroso (Verkäufe: 50.000) - 1975: J’attendrai - 1976: Coup de chapeau au passé - 1976: Femme est la nuit - 1978: Ça me fait rêver - 1979: Dédié à toi - 1980: Gigi in paradisco - 1981: Olympia 81 - 1982: Spécial Dalida - 1982: Confidences sur la fréquence - 1983: Dalida 83 (auch bekannt als Les P’tits Mots) - 1984: Dali - 1986: Le visage de l’amour |

### Livealben
| Jahr | Titel Musiklabel                       | Höchstplatzierung, Gesamtwochen, AuszeichnungChartplatzierungen (Jahr, Titel, Musiklabel, Platzierungen, Wochen, Auszeichnungen, Anmerkungen) | Höchstplatzierung, Gesamtwochen, AuszeichnungChartplatzierungen (Jahr, Titel, Musiklabel, Platzierungen, Wochen, Auszeichnungen, Anmerkungen) | Höchstplatzierung, Gesamtwochen, AuszeichnungChartplatzierungen (Jahr, Titel, Musiklabel, Platzierungen, Wochen, Auszeichnungen, Anmerkungen) | Höchstplatzierung, Gesamtwochen, AuszeichnungChartplatzierungen (Jahr, Titel, Musiklabel, Platzierungen, Wochen, Auszeichnungen, Anmerkungen) | Höchstplatzierung, Gesamtwochen, AuszeichnungChartplatzierungen (Jahr, Titel, Musiklabel, Platzierungen, Wochen, Auszeichnungen, Anmerkungen) | Höchstplatzierung, Gesamtwochen, AuszeichnungChartplatzierungen (Jahr, Titel, Musiklabel, Platzierungen, Wochen, Auszeichnungen, Anmerkungen) | Höchstplatzierung, Gesamtwochen, AuszeichnungChartplatzierungen (Jahr, Titel, Musiklabel, Platzierungen, Wochen, Auszeichnungen, Anmerkungen) | Anmerkungen                            | [↑]: gemeinsam behandelt mit vorhergehendem Eintrag; [←]: in beiden Charts platziert |
| Jahr | Titel Musiklabel                       | DE | AT | CH | FR | IT | BEW | BEF | Anmerkungen                            |                                                                                      |
| ---- | -------------------------------------- | --- | --- | --- | --- | --- | --- | --- | -------------------------------------- | ------------------------------------------------------------------------------------ |
| 1980 | Le spectacle du Palais des Sports 1980 | — | — | — | FR28 (16 Wo.)FR | — | —[BEF: ↑] | —[BEF: ↑] | Erstveröffentlichung: 1980             |                                                                                      |
| 2000 | Live: Instants d’émotions… Universal   | — | — | — | FR29 (5 Wo.)FR | — | — | — | Erstveröffentlichung: 2000 Doppelalbum |                                                                                      |

grau schraffiert: keine Chartdaten aus diesem Jahr verfügbar
Weitere Livealben
- 1972: Olympia 1971
- 1974: Olympia 1974
- 1977: Olympia 1977

### Kompilationen
| Jahr | Titel Musiklabel                                                                        | Höchstplatzierung, Gesamtwochen, AuszeichnungChartplatzierungen (Jahr, Titel, Musiklabel, Platzierungen, Wochen, Auszeichnungen, Anmerkungen) | Höchstplatzierung, Gesamtwochen, AuszeichnungChartplatzierungen (Jahr, Titel, Musiklabel, Platzierungen, Wochen, Auszeichnungen, Anmerkungen) | Höchstplatzierung, Gesamtwochen, AuszeichnungChartplatzierungen (Jahr, Titel, Musiklabel, Platzierungen, Wochen, Auszeichnungen, Anmerkungen) | Höchstplatzierung, Gesamtwochen, AuszeichnungChartplatzierungen (Jahr, Titel, Musiklabel, Platzierungen, Wochen, Auszeichnungen, Anmerkungen) | Höchstplatzierung, Gesamtwochen, AuszeichnungChartplatzierungen (Jahr, Titel, Musiklabel, Platzierungen, Wochen, Auszeichnungen, Anmerkungen) | Höchstplatzierung, Gesamtwochen, AuszeichnungChartplatzierungen (Jahr, Titel, Musiklabel, Platzierungen, Wochen, Auszeichnungen, Anmerkungen) | Höchstplatzierung, Gesamtwochen, AuszeichnungChartplatzierungen (Jahr, Titel, Musiklabel, Platzierungen, Wochen, Auszeichnungen, Anmerkungen) | Anmerkungen                                                                  | [↑]: gemeinsam behandelt mit vorhergehendem Eintrag; [←]: in beiden Charts platziert |
| Jahr | Titel Musiklabel                                                                        | DE | AT | CH | FR | IT | BEW | BEF | Anmerkungen                                                                  |                                                                                      |
| ---- | --------------------------------------------------------------------------------------- | --- | --- | --- | --- | --- | --- | --- | ---------------------------------------------------------------------------- | ------------------------------------------------------------------------------------ |
| 1986 | Le sixième jour                                                                         | — | — | — | FR20 (4 Wo.)FR | — | —[BEF: ↑] | —[BEF: ↑] | Erstveröffentlichung: 1986 Charteinstieg FR: Mai 1987                        |                                                                                      |
| 1987 | Master Série – Vol. 1                                                                   | — | — | — | FR11 Platin · (14 Wo.)FR | — | —[BEF: ↑] | —[BEF: ↑] | Erstveröffentlichung: 1987 Charteinstieg FR: August 2002 Verkäufe: + 200.000 |                                                                                      |
| 1997 | 40 Succès En Or Orlando/Barclay                                                         | — | — | — | FR3 Platin · (19 Wo.)FR | — | — | — | Erstveröffentlichung: 10. November 1997 Verkäufe: + 300.000                  |                                                                                      |
| 1997 | Les années Barclay – Mademoiselle Bambino                                               | — | — | — | FR— GoldFR | — | — | — | Erstveröffentlichung: 1997 Charteinstieg FR: Mai 2006 Verkäufe: + 100.000    |                                                                                      |
| 2001 | Dalida Collection Universal Music                                                       | — | — | — | — | IT36 (5 Wo.)IT | — | — | Erstveröffentlichung: 2001                                                   |                                                                                      |
| 2002 | 15 ans déjà… L’original Orlando/Barclay                                                 | — | — | — | FR27 (7 Wo.)FR | — | BEW20 (6 Wo.)BEW | — | Erstveröffentlichung: 23. April 2002 Charteinstieg FR: Juni 2007             |                                                                                      |
| 2002 | L’original – Ses Grands Succès                                                          | — | — | — | FR5 Platin · (15 Wo.)FR | — | — | — | Erstveröffentlichung: 2002 Verkäufe: + 100.000                               |                                                                                      |
| 2003 | Forever Orlando/Barclay                                                                 | — | — | — | — | — | BEW167 (1 Wo.)BEW | BEF188 (1 Wo.)BEF | Erstveröffentlichung: 1. Dezember 2003 Charteinstieg BEW/BEF: Mai/Juni 2012  |                                                                                      |
| 2006 | I grandi successi Universal Music                                                       | — | — | — | — | IT45 (3 Wo.)IT | — | — | Erstveröffentlichung: 2006                                                   |                                                                                      |
| 2007 | Collection Prestige Orlando/Barclay                                                     | — | — | — | FR25 (4 Wo.)FR | — | — | — | Erstveröffentlichung: 28. Dezember 2007                                      |                                                                                      |
| 2008 | Les 50 plus belles chansons: Dalida Orlando/Barclay                                     | — | — | — | FR6 (12 Wo.)FR | — | BEW48 (22 Wo.)BEW | — | Erstveröffentlichung: 12. Mai 2008                                           |                                                                                      |
| 2009 | Les talents du Siècle – Vol. 2                                                          | — | — | — | FR34 (4 Wo.)FR | — | — | — | Erstveröffentlichung: 16. März 2009                                          |                                                                                      |
| 2009 | Glamorous Dalida Universal Music France                                                 | — | — | — | FR141 (1 Wo.)FR | — | — | — | Erstveröffentlichung: 25. Mai 2009 englisch gesungene Lieder                 |                                                                                      |
| 2012 | Depuis qu’elle est partie… Orlando/Barclay                                              | — | — | — | FR22 (8 Wo.)FR | — | BEW4 (28 Wo.)BEW | — | Erstveröffentlichung: 23. April 2012                                         |                                                                                      |
| 2015 | Dalida, citoyenne du monde Universal Music France                                       | — | — | — | FR198 (1 Wo.)FR | — | BEW132 (11 Wo.)BEW | — | Erstveröffentlichung: 30. Oktober 2015                                       |                                                                                      |
| 2017 | 30 ans déjà Universal Music France                                                      | — | — | — | FR96 Platin · (6 Wo.)FR | — | BEW51 (12 Wo.)BEW | BEF144 (3 Wo.)BEF | Erstveröffentlichung: 21. April 2017                                         |                                                                                      |
| 2019 | Les numéros un Orlando/Barclay                                                          | — | — | — | — | — | BEW200 (1 Wo.)BEW | — | Erstveröffentlichung: 23. November 2018                                      |                                                                                      |
| 2020 | Dans la ville endormie – Les belles chansons ne meurent jamais … Universal Music France | — | — | — | FR58 (3 Wo.)FR | — | BEW53 (5 Wo.)BEW | — | Erstveröffentlichung: 13. November 2020                                      |                                                                                      |
| 2023 | Plein soleil Universal Music France                                                     | — | — | — | FR169 (1 Wo.)FR | — | BEW91 (1 Wo.)BEW | — | Erstveröffentlichung: 2. Juni 2023                                           |                                                                                      |
| 2023 | Vive le vent Barclay                                                                    | — | — | — | FR160 (3 Wo.)FR | — | — | — | Erstveröffentlichung: 8. Dezember 2023                                       |                                                                                      |
| 2024 | Parle-moi d’amour mon amour… Universal Music France                                     | — | — | — | — | — | BEW145 (1 Wo.)BEW | — | Erstveröffentlichung: 9. Februar 2024                                        |                                                                                      |
| 2024 | La dolce vita Barclay                                                                   | — | — | — | — | — | BEW191 (1 Wo.)BEW | — | Erstveröffentlichung: 12. Juli 2024                                          |                                                                                      |

grau schraffiert: keine Chartdaten aus diesem Jahr verfügbar
Weitere Kompilationen
| - 1966: De Bambino à Il Silenzio - 1973: Dalida Sings In Italian for You - 1974: Die neuen Lieder der Dalida - 1978: Et Dieu… créa Dalida - 1980: Ihre großen Erfolge - 1980: Été 80 – Rio do Brasil - 1982: Stars in Gold - 1986: The Best of - 1987: Pour en arriver là - 1987: Bambino - 1987: The Best of Vol. 2 - 1987: Master Série – Vol. 1 - 1987: Dalida For Ever - 1988: La voix de l’amour - 1988: Quelque part au soleil - 1989: Ihre grossen Erfolge (Am Tag, als der Regen kam) - 1989: Dalida Mon Amour (FR: Gold) - 1990: Dalida Mon Amour Vol. 2 - 1991: Les années Barclay - 1992: Ses grands succès en italien - 1993: Les plus grands succès de Dalida sur scène - 1993: Paroles qui dansent - 1993: Am Tag als der Regen kam | - 1993: Paroles d’ailleurs - 1994: Paroles d’amour - 1997: Les années Orlando (FR: ×2Doppelplatin ) - 2002: Dalida chante les grands auteurs - 2003: Chante le 7ème art - 2003: The Queen - 2006: Les années disco - 2007: 1956 les débuts de Mademoiselle Bambino - 2008: Deutsch Gesang – Ihre grossen Erfolge (Kompilation ihrer deutsch gesungenen Lieder) - 2008: Sus más grandes éxitos en español (Kompilation ihrer spanisch gesungenen Lieder) - 2009: Les n°1 de Dalida - 2009: Arabian Songs - 2010: Les tubes disco de Dalida – Kalimba de luna - 2011: The Very Best of Dalida - 2011: Histoire d’un amour – Die grossen Erfolge - 2012: Ciao ciao bambina - 2013: Ciao ciao bambino & bambino - 2013: Best Of Live - 2017: Golden Hits - 2017: Bambino – Gondolier |

### Remixalben
| Jahr | Titel Musiklabel                     | Höchstplatzierung, Gesamtwochen, AuszeichnungChartplatzierungen (Jahr, Titel, Musiklabel, Platzierungen, Wochen, Auszeichnungen, Anmerkungen) | Höchstplatzierung, Gesamtwochen, AuszeichnungChartplatzierungen (Jahr, Titel, Musiklabel, Platzierungen, Wochen, Auszeichnungen, Anmerkungen) | Höchstplatzierung, Gesamtwochen, AuszeichnungChartplatzierungen (Jahr, Titel, Musiklabel, Platzierungen, Wochen, Auszeichnungen, Anmerkungen) | Höchstplatzierung, Gesamtwochen, AuszeichnungChartplatzierungen (Jahr, Titel, Musiklabel, Platzierungen, Wochen, Auszeichnungen, Anmerkungen) | Höchstplatzierung, Gesamtwochen, AuszeichnungChartplatzierungen (Jahr, Titel, Musiklabel, Platzierungen, Wochen, Auszeichnungen, Anmerkungen) | Höchstplatzierung, Gesamtwochen, AuszeichnungChartplatzierungen (Jahr, Titel, Musiklabel, Platzierungen, Wochen, Auszeichnungen, Anmerkungen) | Höchstplatzierung, Gesamtwochen, AuszeichnungChartplatzierungen (Jahr, Titel, Musiklabel, Platzierungen, Wochen, Auszeichnungen, Anmerkungen) | Anmerkungen                                               |
| Jahr | Titel Musiklabel                     | DE | AT | CH | FR | IT | BEW | BEF | Anmerkungen                                               |
| ---- | ------------------------------------ | --- | --- | --- | --- | --- | --- | --- | --------------------------------------------------------- |
| 1995 | Comme si j’étais là                  | — | — | — | FR4 ×2Doppelgold · (24 Wo.)FR | — | BEW39 (6 Wo.)BEW | — | Erstveröffentlichung: 1995 Verkäufe: + 200.000            |
| 1996 | À ma manière…                        | — | — | — | FR8 Gold · (10 Wo.)FR | — | BEW27 (2 Wo.)BEW | — | Erstveröffentlichung: 7. Juni 1996 Verkäufe: + 100.000    |
| 1997 | L’an 2005                            | — | — | — | FR5 Gold · (11 Wo.)FR | — | BEW41 (2 Wo.)BEW | — | Erstveröffentlichung: 15. August 1997 Verkäufe: + 100.000 |
| 1998 | Le rêve oriental Orlando/Barclay     | — | — | — | FR2 Gold · (7 Wo.)FR | — | — | — | Erstveröffentlichung: 19. Mai 1998 Verkäufe: + 75.000     |
| 2001 | Révolution 5° du nom Universal Music | — | — | — | FR42 (9 Wo.)FR | — | — | — | Erstveröffentlichung: 3. September 2001                   |

## Singles
| Jahr | Titel Album                                                          | Höchstplatzierung, Gesamtwochen, AuszeichnungChartplatzierungen (Jahr, Titel, Album, Platzierungen, Wochen, Auszeichnungen, Anmerkungen) | Höchstplatzierung, Gesamtwochen, AuszeichnungChartplatzierungen (Jahr, Titel, Album, Platzierungen, Wochen, Auszeichnungen, Anmerkungen) | Höchstplatzierung, Gesamtwochen, AuszeichnungChartplatzierungen (Jahr, Titel, Album, Platzierungen, Wochen, Auszeichnungen, Anmerkungen) | Höchstplatzierung, Gesamtwochen, AuszeichnungChartplatzierungen (Jahr, Titel, Album, Platzierungen, Wochen, Auszeichnungen, Anmerkungen) | Höchstplatzierung, Gesamtwochen, AuszeichnungChartplatzierungen (Jahr, Titel, Album, Platzierungen, Wochen, Auszeichnungen, Anmerkungen) | Höchstplatzierung, Gesamtwochen, AuszeichnungChartplatzierungen (Jahr, Titel, Album, Platzierungen, Wochen, Auszeichnungen, Anmerkungen) | Höchstplatzierung, Gesamtwochen, AuszeichnungChartplatzierungen (Jahr, Titel, Album, Platzierungen, Wochen, Auszeichnungen, Anmerkungen) | Anmerkungen                                                                             |
| Jahr | Titel Album                                                          | DE | AT | CH | FR | IT | BEW | BEF | Anmerkungen                                                                             |
| --- | -------------------------------------------------------------------- | --- | --- | --- | --- | --- | --- | --- | --------------------------------------------------------------------------------------- |
| 1956 | Bambino Son nom est Dalida                                           | — | — | — | FR1 (31 a Wo.)FR | — | BEW1 (44 Wo.)BEW | BEF5 (24 Wo.)BEF | Erstveröffentlichung: 1956                                                              |
| 1956 | Le torrent Son nom est Dalida                                        | — | — | — | — | — | BEW11 (36 Wo.)BEW | — | Erstveröffentlichung: 1956                                                              |
| 1957 | Tu n’as pas très bon caractère Miguel                                | — | — | — | FR1 (1 a Wo.)FR | — | BEW10 (32 Wo.)BEW | — | Erstveröffentlichung: 1957                                                              |
| 1957 | Le ranch de Maria Miguel                                             | — | — | — | — | — | BEW22 (12 Wo.)BEW | — | Erstveröffentlichung: 1. Juni 1957                                                      |
| 1957 | Buenas noches mi amor Gondolier                                      | — | — | — | — | — | BEW8 (36 Wo.)BEW | — | Erstveröffentlichung: 1957                                                              |
| 1957 | Oh la la Gondolier                                                   | — | — | — | — | — | BEW14 (12 Wo.)BEW | — | Erstveröffentlichung: 1957                                                              |
| 1957 | Maman la plus belle du monde Miguel                                  | — | — | — | — | — | BEW14 (40 Wo.)BEW | — | Erstveröffentlichung: 1957                                                              |
| 1957 | Lazzarelle Gondolier                                                 | — | — | — | — | — | BEW8 (16 Wo.)BEW | — | Erstveröffentlichung: 15. September 1957                                                |
| 1957 | Gondolier                                                            | — | — | — | FR1 (4 a Wo.)FR | — | BEW1 (36 Wo.)BEW | — | Erstveröffentlichung: 31. Dezember 1957                                                 |
| 1957 | Histoire d’un amour Gondolier                                        | — | — | — | — | — | BEW13 (20 Wo.)BEW | — | Erstveröffentlichung: 31. Dezember 1957                                                 |
| 1958 | Dans le bleu du ciel bleu Les gitans                                 | — | — | — | — | — | BEW6 (36 Wo.)BEW | BEF5 (28 Wo.)BEF | Erstveröffentlichung: 15. Mai 1958                                                      |
| 1958 | Du moment qu’on s’aime Le disque d’or de Dalida                      | — | — | — | — | — | BEW3 (44 Wo.)BEW | BEF9 (16 Wo.)BEF | Erstveröffentlichung: 1958                                                              |
| 1958 | Dieu seul Les gitans                                                 | — | — | — | — | — | BEW14 (12 Wo.)BEW | — | Erstveröffentlichung: 1958                                                              |
| 1958 | Aïe! mon cœur Les gitans                                             | — | — | — | — | — | BEW16 (20 Wo.)BEW | — | Erstveröffentlichung: 15. September 1958                                                |
| 1958 | Je pars Les gitans                                                   | — | — | — | — | — | BEW24 (16 Wo.)BEW | — | Erstveröffentlichung: September 1958                                                    |
| 1958 | Le jour où la pluie viendra Gondolier                                | — | — | — | — | — | BEW3 (32 Wo.)BEW | — | Erstveröffentlichung: Oktober 1958                                                      |
| 1958 | Les gitans                                                           | — | — | — | — | — | BEW13 (32 Wo.)BEW | — | Erstveröffentlichung: 30. Oktober 1958                                                  |
| 1958 | Come prima Le disque d’or de Dalida                                  | — | — | — | FR1 (4 a Wo.)FR | — | BEW1 (48 Wo.)BEW | BEF1 (24 Wo.)BEF | Erstveröffentlichung: November 1958                                                     |
| 1958 | Tu m’étais destiné Le disque d’or de Dalida                          | — | — | — | — | — | BEW25 (8 Wo.)BEW | — | Erstveröffentlichung: 1958                                                              |
| 1959 | Guitare et Tambourin Le disque d’or de Dalida                        | — | — | — | FR1 (4 a Wo.)FR | — | BEW10 (32 Wo.)BEW | — | Erstveröffentlichung: Januar 1959                                                       |
| 1959 | Am Tag als der Regen kam –                                           | DE1 (40 Wo.)DE | — | — | — | — | — | — | Erstveröffentlichung: März 1959                                                         |
| 1959 | Ciao ciao bambina Le disque d’or de Dalida                           | — | — | — | — | — | BEW1 (44 Wo.)BEW | — | Erstveröffentlichung: 2. April 1959                                                     |
| 1959 | Tout l’amour Le disque d’or de Dalida                                | — | — | — | — | — | BEW3 (40 Wo.)BEW | — | Erstveröffentlichung: 1959                                                              |
| 1959 | La chanson d’Orphée Love in Portofino (A San Cristina)               | — | — | — | — | — | BEW3 (44 Wo.)BEW | — | Erstveröffentlichung: Juli 1959                                                         |
| 1959 | Love In Portofino Love in Portofino (A San Cristina)                 | — | — | — | — | — | BEW20 (28 Wo.)BEW | — | Erstveröffentlichung: September 1959                                                    |
| 1959 | Mes frères –                                                         | — | — | — | — | — | BEW20 (24 Wo.)BEW | — | Erstveröffentlichung: 1959                                                              |
| 1959 | C’est ça l’amore Love in Portofino (A San Cristina)                  | — | — | — | — | — | BEW15 (16 Wo.)BEW | — | Erstveröffentlichung: 1959                                                              |
| 1959 | Adonis Love in Portofino (A San Cristina)                            | — | — | — | — | — | BEW35 (12 Wo.)BEW | — | Erstveröffentlichung: 1959                                                              |
| 1959 | Gli zingari (Les gitans) –                                           | — | — | — | — | IT13 (2 Wo.)IT | — | — | Erstveröffentlichung: 8. September 1959                                                 |
| 1959 | Ne joue pas Love in Portofino (A San Cristina)                       | — | — | — | — | — | BEW1 (40 Wo.)BEW | — | Erstveröffentlichung: 1. Dezember 1959                                                  |
| 1959 | Luna caprese Love in Portofino (A San Cristina)                      | — | — | — | — | — | BEW29 (16 Wo.)BEW | — | Erstveröffentlichung: 18. Dezember 1959                                                 |
| 1960 | La canzone d’Orfeo –                                                 | — | — | — | — | IT10 (2 Wo.)IT | — | — | Erstveröffentlichung: 1960                                                              |
| 1960 | Uno a te, uno a me (I ragazzi del Pireo) –                           | — | — | — | — | IT2 (25 Wo.)IT | — | — | Erstveröffentlichung: 1960                                                              |
| 1960 | J’ai rêvé Love in Portofino (A San Cristina)                         | — | — | — | — | — | BEW21 (24 Wo.)BEW | — | Erstveröffentlichung: 1960                                                              |
| 1960 | Marina Love in Portofino (A San Cristina)                            | — | — | — | — | — | BEW4 (24 Wo.)BEW | — | Erstveröffentlichung: 31. Januar 1960                                                   |
| 1960 | T’aimer follement Les enfants du Pirée                               | — | — | — | — | — | BEW2 (36 Wo.)BEW | — | Erstveröffentlichung: Februar 1960                                                      |
| 1960 | Romantica Les enfants du Pirée                                       | — | — | — | — | — | BEW1 (40 Wo.)BEW | BEF10 (12 Wo.)BEF | Erstveröffentlichung: April 1960                                                        |
| 1960 | Dans les rues de Bahia Les enfants du Pirée                          | — | — | — | — | — | BEW15 (32 Wo.)BEW | — | Erstveröffentlichung: Mai 1960                                                          |
| 1960 | Elle, lui et l’autre Love in Portofino (A San Cristina)              | — | — | — | — | — | BEW30 (12 Wo.)BEW | — | Erstveröffentlichung: 1960                                                              |
| 1960 | Milord –                                                             | DE1 (32 Wo.)DE | — | — | — | IT14 (8 Wo.)IT | — | — | Erstveröffentlichung: Mai 1960                                                          |
| 1960 | Les enfants du Pirée                                                 | — | — | — | — | — | BEW1 (44 Wo.)BEW | BEF2 (28 Wo.)BEF | Erstveröffentlichung: 1960                                                              |
| 1960 | L’Arlequin de Tolède Les enfants du Pirée                            | — | — | — | — | — | BEW19 (28 Wo.)BEW | — | Erstveröffentlichung: Mai 1960                                                          |
| 1960 | ’o sole mio Garde-moi la dernière danse                              | — | — | — | — | — | BEW1 (40 Wo.)BEW | — | Erstveröffentlichung: 1960                                                              |
| 1960 | Comme au premier jour –                                              | — | — | — | — | — | BEW43 (8 Wo.)BEW | — | Erstveröffentlichung: 1960                                                              |
| 1960 | Itsi bitsi, petit bikini Garde-moi la dernière danse                 | — | — | — | FR1 (4 a Wo.)FR | — | BEW1 (36 Wo.)BEW | — | Erstveröffentlichung: Oktober 1960                                                      |
| 1961 | Garde-moi la dernière danse                                          | — | — | — | — | — | BEW2 (36 Wo.)BEW | — | Erstveröffentlichung: 1961                                                              |
| 1961 | Les marrons chauds Garde-moi la dernière danse                       | — | — | — | — | — | BEW34 (16 Wo.)BEW | — | Erstveröffentlichung: 15. Januar 1961                                                   |
| 1961 | Pépé / Pepe (DE) Garde-moi la dernière danse                         | DE3 (12 Wo.)DE | — | — | — | — | BEW6 (28 Wo.)BEW | — | Erstveröffentlichung: August 1961                                                       |
| 1961 | La joie d’aimer Garde-moi la dernière danse                          | — | — | — | — | — | BEW12 (20 Wo.)BEW | — | Erstveröffentlichung: 1961                                                              |
| 1961 | Vingt quatre mille Baisers Garde-moi la dernière danse               | — | — | — | — | — | BEW4 (36 Wo.)BEW | — | Erstveröffentlichung: 1961                                                              |
| 1961 | Parlez-moi d’amour/Reste encore avec moi Garde-moi la dernière danse | — | — | — | — | — | BEW28 (8 Wo.)BEW | — | Erstveröffentlichung: 1961 B-Seite: Quand tu dors près de moi/Nuits d’Espagne           |
| 1961 | Avec une poignée de Terre Loin de moi                                | — | — | — | — | — | BEW8 (24 Wo.)BEW | — | Erstveröffentlichung: 1961                                                              |
| 1961 | Tu peux le prendre Loin de moi                                       | — | — | — | — | — | BEW33 (12 Wo.)BEW | — | Erstveröffentlichung: 1961                                                              |
| 1962 | Tu ne sais pas Loin de moi                                           | — | — | — | — | — | BEW4 (16 Wo.)BEW | — | Erstveröffentlichung: 1962                                                              |
| 1962 | La leçon de twist –                                                  | — | — | — | — | — | BEW4 (32 Wo.)BEW | — | Erstveröffentlichung: 1962                                                              |
| 1962 | Achète-moi un juke-box/Le ciel bleu Le petit Gonzalès                | — | — | — | — | — | BEW34 (8 Wo.)BEW | — | Erstveröffentlichung: 1962 B-Seite: La leçon de twist/T’aimerai toujours                |
| 1962 | Le petit Gonzales Le petit Gonzalès                                  | — | — | — | — | — | BEW3 (28 Wo.)BEW | — | Erstveröffentlichung: 1962                                                              |
| 1962 | Je l’attends/Que sont devenues les fleurs? Le petit Gonzalès         | — | — | — | — | — | BEW11 (20 Wo.)BEW | — | Erstveröffentlichung: 1962 B-Seite: Le jour le plus long/Petit éléphant twist           |
| 1963 | Tu croiras/La partie de football –                                   | — | — | — | — | — | BEW38 (12 Wo.)BEW | — | Erstveröffentlichung: 1963 B-Seite: Cha cha cha/Bientôt                                 |
| 1963 | Ding ding/Ce coin de terre –                                         | — | — | — | — | — | BEW49 (4 Wo.)BEW | — | Erstveröffentlichung: 1963                                                              |
| 1964 | Amore scusami Amore scusami (Amour excuse-moi)                       | — | — | — | — | — | BEW16 (16 Wo.)BEW | — | Erstveröffentlichung: 1964                                                              |
| 1965 | Viva la pappa/Le printemps sur la colline –                          | — | — | — | — | — | BEW42 (4 Wo.)BEW | — | Erstveröffentlichung: 1965                                                              |
| 1965 | La danza di Zorba/Tu n’as pas mérité –                               | — | — | — | — | IT5 (3 Wo.)IT | BEW24 (12 Wo.)BEW | — | Erstveröffentlichung: 1965                                                              |
| 1965 | Il silenzio/Scandale dans la famille Il Silenzio (Bonsoir Mon Amour) | — | — | — | — | IT1 (10 Wo.)IT | BEW13 (12 Wo.)BEW | — | Erstveröffentlichung: 1965                                                              |
| 1966 | El Cordobés/Toi pardonne-moi –                                       | — | — | — | — | — | BEW43 (4 Wo.)BEW | — | Erstveröffentlichung: 1966 B-Seite: Et... et.../Je crois mon cœur                       |
| 1966 | Je t’appelle encore/Modesty –                                        | — | — | — | — | — | BEW45 (4 Wo.)BEW | — | Erstveröffentlichung: 1966 B-Seite: Parlez-moi de lui/Baisse un peu la radio            |
| 1966 | Petit homme/Je préfère naturellement –                               | — | — | — | — | — | BEW31 (5 Wo.)BEW | — | Erstveröffentlichung: 1966 B-Seite: Un tendre amour/Dans ma chambre                     |
| 1966 | Bang bang –                                                          | — | — | — | — | IT2 (13 Wo.)IT | — | — | Erstveröffentlichung: 1966                                                              |
| 1967 | Mama Olympia 67                                                      | — | — | — | — | IT1 (17 Wo.)IT | BEW24 (8 Wo.)BEW | — | Erstveröffentlichung: 1967                                                              |
| 1967 | Aranjuez la tua voce/L’ultimo valzer Dalida                          | — | — | — | — | IT2 (7 Wo.)IT | — | — | Erstveröffentlichung: 1967                                                              |
| 1967 | Ciao amore, ciao Olympia 67                                          | — | — | — | — | — | BEW24 (8 Wo.)BEW | — | Erstveröffentlichung: 1967                                                              |
| 1967 | Pauvre cœur/La chanson de Yohann Olympia 67                          | — | — | — | — | — | BEW38 (7 Wo.)BEW | — | Erstveröffentlichung: Februar 1967 B-Seite: Les grilles de ma maison/Les gens sont fous |
| 1967 | Je reviens te chercher/La banda Olympia 67                           | — | — | — | — | — | BEW12 (14 Wo.)BEW | — | Erstveröffentlichung: 1967 B-Seite: À qui?/Loin dans le temps                           |
| 1968 | Si j’avais des millions/Tout le monde a sa chanson d’amour –         | — | — | — | — | — | BEW49 (1 Wo.)BEW | — | Erstveröffentlichung: 1968 B-Seite: Tzigane/Tout le monde sait                          |
| 1968 | Pars/La petite maison bleue Ma mère me disait                        | — | AT6 (16 Wo.)AT | — | — | — | BEW48 (1 Wo.)BEW | — | Erstveröffentlichung: 1968 B-Seite: La bambola/Dans la ville endormie                   |
| 1968 | Le temps des fleurs/Je me repose Le temps des fleurs                 | — | — | — | — | — | BEW7 (16 Wo.)BEW | — | Erstveröffentlichung: 1968 B-Seite: Je m’endors dans tes bras/Le septième jour          |
| 1968 | Dan dan dan Dalida                                                   | — | — | — | — | IT9 (6 Wo.)IT | — | — | Erstveröffentlichung: 1968                                                              |
| 1969 | L’anniversaire/Sèche vite tes larmes Ma mère me disait               | — | — | — | — | — | BEW28 (8 Wo.)BEW | — | Erstveröffentlichung: 1969 B-Seite: Zoum zoum zoum/Dis-moi des mots                     |
| 1969 | Les violons de mon pays/Le vent n’a pas de mémoire Ma mère me disait | — | — | — | — | — | BEW29 (6 Wo.)BEW | — | Erstveröffentlichung: 1969 B-Seite: Le sable de l’amour/Et pourtant j’ai froid          |
| 1969 | L’an 2005/Naké di, naké dou Ma mère me disait                        | — | — | — | — | — | BEW33 (5 Wo.)BEW | — | Erstveröffentlichung: 1969 B-Seite: Ma mère me disait/Les anges noirs                   |
| 1969 | Quelli erano giorni Canta In Italiano                                | — | — | — | — | IT18 (1 Wo.)IT | — | — | Erstveröffentlichung: 1969                                                              |
| 1969 | La promessa d’amore Canta In Italiano                                | — | — | — | — | IT24 (2 Wo.)IT | — | — | Erstveröffentlichung: 1969                                                              |
| 1969 | Oh Lady Mary –                                                       | — | — | — | — | IT11 (12 Wo.)IT | — | — | Erstveröffentlichung: 1969                                                              |
| 1969 | Le clan des Siciliens/Deux colombes –                                | — | — | — | — | — | BEW39 (3 Wo.)BEW | — | Erstveröffentlichung: 1969 B-Seite: Les couleurs de l’amour                             |
| 1970 | Darla dirladada Ils ont changé ma chanson                            | — | — | — | — | — | BEW13 (16 Wo.)BEW | — | Erstveröffentlichung: Juli 1970                                                         |
| 1971 | Ils ont changé ma chanson, Ma Ils ont changé ma chanson              | — | — | — | — | — | BEW16 (9 Wo.)BEW | — | Erstveröffentlichung: 1971                                                              |
| 1971 | Jesus bambino/Tout au plus Une vie                                   | — | — | — | — | — | BEW27 (7 Wo.)BEW | — | Erstveröffentlichung: 1971                                                              |
| 1972 | Les choses de l’amour/Mamina Une vie                                 | — | — | — | — | — | BEW29 (5 Wo.)BEW | — | Erstveröffentlichung: 1972                                                              |
| 1972 | Jesus kitsch/Ma mélo mélodie Il faut du temps                        | — | — | — | — | — | BEW36 (6 Wo.)BEW | — | Erstveröffentlichung: 1972                                                              |
| 1972 | Le parrain (Parle plus bas) –                                        | — | — | — | — | — | BEW5 (14 Wo.)BEW | — | Erstveröffentlichung: 1972                                                              |
| 1973 | Paroles… paroles…/Pour ne pas vivre seul Il faut du temps            | — | — | — | FR2 (18 Wo.)FR | — | BEW4 (14 Wo.)BEW | — | Erstveröffentlichung: April 1973 mit Alain Delon                                        |
| 1973 | Mais il y a l’accordéon Dalida 73                                    | — | — | — | — | — | BEW44 (3 Wo.)BEW | — | Erstveröffentlichung: 1973                                                              |
| 1973 | Er war gerade 18 Jahr’ Il venait d’avoir 18 ans (FR) Dalida 73       | DE13 (14 Wo.)DE | — | — | FR127 (4 Wo.)FR | — | BEW4 (23 Wo.)BEW | — | Erstveröffentlichung: 1973 Charteinstieg FR: Mai 2012 Charteinstieg DE: September 1974  |
| 1973 | Vado via/Je suis malade Dalida 73                                    | — | — | — | FR113 (2 Wo.)FR | — | BEW25 (6 Wo.)BEW | — | Erstveröffentlichung: 1973 Charteinstieg FR (Je suis malade): Januar 2017               |
| 1974 | Gigi l’amoroso (Gigi l’amour) Gigi l’amoroso                         | — | — | CH1 (18 Wo.)CH | — | — | BEW4 (23 Wo.)BEW | BEF1 (19 Wo.)BEF | Erstveröffentlichung: 1974 Verkäufe: + 75.000                                           |
| 1974 | Anima mia/Ta femme Gigi l’amoroso                                    | — | — | — | — | — | BEW14 (12 Wo.)BEW | — | Erstveröffentlichung: 1974                                                              |
| 1974 | Manuel/Des gens qu’on aimerait connaître Dalida 74                   | — | — | — | — | — | BEW47 (1 Wo.)BEW | — | Erstveröffentlichung: 1974                                                              |
| 1975 | Et de l’amour…de l’amour J’attendrai                                 | — | — | — | FR31 (8 Wo.)FR | — | — | — | Erstveröffentlichung: 1975 Dalida und St Germain                                        |
| 1975 | J’attendrai                                                          | — | — | — | — | — | — | BEF4 (9 Wo.)BEF | Erstveröffentlichung: Dezember 1975                                                     |
| 1976 | Bésame mucho Coup de chapeau au passé                                | — | — | — | FR163 (1 Wo.)FR | — | — | BEF27 (1 Wo.)BEF | Erstveröffentlichung: August 1976, Charteinstieg FR: Januar 2017                        |
| 1977 | Salma ya salama                                                      | — | — | — | FR14 Silber · (14 Wo.)FR | — | — | — | Erstveröffentlichung: November 1977 Charteinstieg FR: August 1997 Verkäufe: + 125.000   |
| 1979 | Monday Tuesday… Laissez-moi danser Dédié à toi                       | — | — | — | FR94 (4 Wo.)FR | — | — | BEF22 (4 Wo.)BEF | Erstveröffentlichung: 1979 Charteinstieg FR: Mai 2012                                   |
| 1983 | Mourir sur scène Dalida 83                                           | — | — | — | FR95 (4 Wo.)FR | — | — | — | Erstveröffentlichung: 1983 Charteinstieg FR: Januar 2017                                |
| 1996 | Là-bas dans le noir À ma manière…                                    | — | — | — | FR49 (4 Wo.)FR | — | — | — | Erstveröffentlichung: 1996                                                              |
| 1998 | Quand s’arrêtent les violons Le rêve oriental                        | — | — | — | FR83 (8 Wo.)FR | — | — | — | Erstveröffentlichung: 1998                                                              |
| Folgende Lieder erschienen nicht als Single, wurden aber durch das Album zum Download und Streaming bereitgestellt und konnten somit eine Platzierung erlangen: |                                                                      | | | | | | | |                                                                                         |
| |                                                                      | | | | | | | |                                                                                         |
| 2022 | Vive le vent                                                         | — | — | — | FR53 (2 Wo.)FR | — | — | — |                                                                                         |

grau schraffiert: keine Chartdaten aus diesem Jahr verfügbar
Weitere Singles
| - 1956: Dalida chante 1 - 1956: La violetera - 1957: Miguel - 1957: Pour garder - 1957: The Man Who Plays The Mandolino - 1957: Ay! Mourir pour toi - 1958: Mélodie perdue - 1958: Héléna - 1959: Amstramgram - 1959: Ik zing amore - 1959: Tschau Tschau Bambina [deutsch] - 1960: Joyeux Noël - 1960: Buenas noches mi amor [Deutsche Version] - 1960: Das Mädchen von Piräus - 1960: Ein Schiff wird kommen - 1960: Glaub an mich - 1960: Speel niet met m’n hart - 1961: Dix mille bulles bleues - 1961: Plus loin que la terre - 1961: Protégez-moi, Seigneur - 1961: Comme une symphonie - 1962: Cordoba - 1962: Loin de moi - 1963: Quand revient l’été - 1963: Chez moi - 1963: Eux - 1963: Ich war ein Narr - 1964: Tant d’amour du printemps - 1964: Je ne sais plus - 1964: Chaque instant de chaque jour - 1964: Je t’aime - 1964: Ils sont partis - 1965: Ascoltami - 1965: Canta in italiano [1965] - 1965: Un grosso scandalo - 1966: Pensiamoci ogni sera - 1967: Hava Naguila - 1967: Non e’ casa mia - 1968: An jenem Tag… - 1968: Un po’ d’amore - 1969: Petruschka - 1970: Concerto pour une voix (chaque nuit) - 1970: Non e’ piu’ la mia canzone - 1970: Pour qui, pour quoi - 1971: Mamy Blue [IT] - 1971: Avec le temps - 1971: Comment faire pour oublier - 1971: Lady d’Arbanville - 1971: Mamy Blue - 1972: Spiel Balalaika - 1973: Julien - 1973: Um nicht allein zu sein - 1973: Worte, nur Worte (mit Friedrich Schütter) | - 1975: Manuel - 1975: Mein lieber Herr - 1975: Ne lui dis pas - 1976: Komm zurück - 1976: Captain Sky - 1976: Le petit bonheur - 1977: Captain Sky [deutsch] - 1977: Femme est la nuit - 1977: Histoire d’aimer - 1977: Remember… c’était loin - 1977: Salma ya salama (version arabe) - 1977: Ti amo (je t’aime) - 1978: Génération 78 - 1978: Le Lambeth Walk… C’était pas compliqué - 1978: Salma ya salama [deutsch] - 1978: Voilà pourquoi je chante - 1979: Helwa ya baladi - 1979: Il faut danser reggae - 1979: Let Me Dance Tonight - 1979: Problemorama - 1979: The Lambeth Walk - 1980: Am Tag als der Regen kam [1980] - 1980: Chanteur des années 80 - 1980: Gigi in paradisco - 1980: Rio do Brasil - 1981: Americana - 1981: Fini, la comédie - 1981: Il pleut sur Bruxelles - 1981: Quand je n’aime plus, je m’en vais - 1982: Confidences sur la fréquence - 1982: Danza - 1982: La chanson du Mundial - 1982: Si la France - 1983: Buona sera Phantasie - 1983: Femme - 1983: Les p’tits mots - 1984: Kalimba de luna [English] - 1984: L’innamorata - 1984: Nein, zärtlich bist du nicht - 1984: Pour te dire je t’aime - 1984: Sara’ sara’ - 1984: Soleil - 1985: Le temps d’aimer - 1985: Reviens-moi - 1986: Le sixième jour - 1986: Parce que je ne t’aime plus - 1987: Pour en arriver là - 1988: Quelque part au soleil - 1989: Rendez-vous chaque soir - 1990: Let Me Dance (Remix 90) - 1996: La mamma - 2023: Vive le vent (Nouvelle orchestration 2023) |

## Videoalben
- 1999: Chantez, Dansez Avec Dalida (Verkäufe: + 5.000)
- 2007: Dalida – Une Vie (Verkäufe: + 20.000, FR: Platin)
- 2011: Ses plus beaux duos
- 2012: Live – 3 concerts inédits

## Boxsets
| Jahr | Titel Musiklabel                                                 | Höchstplatzierung, Gesamtwochen, AuszeichnungChartplatzierungen (Jahr, Titel, Musiklabel, Platzierungen, Wochen, Auszeichnungen, Anmerkungen) | Höchstplatzierung, Gesamtwochen, AuszeichnungChartplatzierungen (Jahr, Titel, Musiklabel, Platzierungen, Wochen, Auszeichnungen, Anmerkungen) | Höchstplatzierung, Gesamtwochen, AuszeichnungChartplatzierungen (Jahr, Titel, Musiklabel, Platzierungen, Wochen, Auszeichnungen, Anmerkungen) | Höchstplatzierung, Gesamtwochen, AuszeichnungChartplatzierungen (Jahr, Titel, Musiklabel, Platzierungen, Wochen, Auszeichnungen, Anmerkungen) | Höchstplatzierung, Gesamtwochen, AuszeichnungChartplatzierungen (Jahr, Titel, Musiklabel, Platzierungen, Wochen, Auszeichnungen, Anmerkungen) | Höchstplatzierung, Gesamtwochen, AuszeichnungChartplatzierungen (Jahr, Titel, Musiklabel, Platzierungen, Wochen, Auszeichnungen, Anmerkungen) | Höchstplatzierung, Gesamtwochen, AuszeichnungChartplatzierungen (Jahr, Titel, Musiklabel, Platzierungen, Wochen, Auszeichnungen, Anmerkungen) | Anmerkungen                                                                     |
| Jahr | Titel Musiklabel                                                 | DE | AT | CH | FR | IT | BEW | BEF | Anmerkungen                                                                     |
| ---- | ---------------------------------------------------------------- | --- | --- | --- | --- | --- | --- | --- | ------------------------------------------------------------------------------- |
| 2007 | Les 101 plus belles chansons Universal Music France              | — | — | CH92 (3 Wo.)CH | FR— GoldFR | — | BEW8 (21 Wo.)BEW | — | Erstveröffentlichung: 2007 Verkäufe: + 75.000                                   |
| 2007 | Italia mia Universal Music France                                | — | — | — | — | IT75 (1 Wo.)IT | — | — | Erstveröffentlichung: 2007 7 CD-Box                                             |
| 2012 | Les diamants sont éternels – 25 ans déjà… Universal Music France | — | — | — | FR127 (1 Wo.)FR | — | BEW153 (2 Wo.)BEW | — | Erstveröffentlichung: 2012                                                      |
| 2012 | Les 100 chansons éternelles Wagram Music                         | — | — | — | FR82 (2 Wo.)FR | — | — | — | Erstveröffentlichung: 2012                                                      |
| 2013 | Le coffret Wagram Music                                          | — | — | — | — | — | BEW106 (15 Wo.)BEW | — | Erstveröffentlichung: 2013                                                      |
| 2015 | The Best of Wagram Music                                         | — | — | — | — | — | BEW137 (4 Wo.)BEW | — | Erstveröffentlichung: 2015                                                      |
| 2016 | Hit Parade – Les Best Of                                         | — | — | — | — | — | BEW31 (25 Wo.)BEW | — | Erstveröffentlichung: 2016 Sacha Distel, Dalida, Claude François und Mike Brant |
| 2022 | 35 ans déjà … Universal Music France                             | — | — | — | FR115 (1 Wo.)FR | — | BEW25 (1 Wo.)BEW | — | Erstveröffentlichung: 29. April 2022                                            |

Weitere Boxsets
- 1987: Bambino
- 2001: Les années Barclay, l’intégrale – 1956-1970
- 2009: D’ici & d’ailleurs
- 2010: 2 For 1: Bambino + Come prima
- 2011: 4 albums originaux
- 2011: Chanteuse Extraordinaire
- 2013: 6 Original Albums Plus
- 2013: Ten Classic Albums
- 2013: 2CD: Master série
- 2013: Hit Box (3 CD-Box)
- 2015: 9 Original Albums
- 2015: Les années Barclay, l’intégrale – De 1956 à 1970, 14 albums originaux
- 2015: Les années Orlando, l’intégrale – De 1970 à aujourd’hui, 12 albums originaux
- 2016: Le coffret
- 2017: Ses plus grandes chansons

## Statistik

### Chartauswertung
|                     | DE    | AT    | CH    | FR     | IT    | BEW      | BEF     |
| ------------------- | ----- | ----- | ----- | ------ | ----- | -------- | ------- |
| Nummer-eins-Alben   | DE—DE | AT—AT | CH—CH | FR—FR  | IT1IT | BEW—BEW  | BEF—BEF |
| Top-10-Alben        | DE—DE | AT—AT | CH—CH | FR10FR | IT2IT | BEW2BEW  | BEF—BEF |
| Alben in den Charts | DE—DE | AT—AT | CH—CH | FR28FR | IT5IT | BEW20BEW | BEF2BEF |

|                       | DE    | AT    | CH    | FR     | IT     | BEW      | BEF      |
| --------------------- | ----- | ----- | ----- | ------ | ------ | -------- | -------- |
| Nummer-eins-Singles   | DE2DE | AT—AT | CH1CH | FR6FR  | IT2IT  | BEW9BEW  | BEF2BEF  |
| Top-10-Singles        | DE3DE | AT1AT | CH1CH | FR7FR  | IT8IT  | BEW31BEW | BEF8BEF  |
| Singles in den Charts | DE4DE | AT1AT | CH1CH | FR17FR | IT13IT | BEW85BEW | BEF10BEF |

### Auszeichnungen für Musikverkäufe
| Goldene Schallplatte - Kanada - 1978: für das Album Gigi L’amoroso - 1979: für die Single Gigi L’amoroso - 1999: für das Videoalbum Chantez, dansez avec Dalida |

Anmerkung: Auszeichnungen in Ländern aus den Charttabellen bzw. Chartboxen sind in ebendiesen zu finden.
| Land/RegionAuszeichnungen für Musikverkäufe (Land/Region, Auszeichnungen, Verkäufe, Quellen) | Silber  | Gold       | Platin     | Verkäufe  | Quellen                     |
| -------------------------------------------------------------------------------------------- | ------- | ---------- | ---------- | --------- | --------------------------- |
| Frankreich (SNEP)                                                                            | Silber1 | 8× Gold8   | 7× Platin7 | 1.995.000 | infodisc.fr snepmusique.com |
| Kanada (MC)                                                                                  | —       | 3× Gold3   | —          | 130.000   | musiccanada.com             |
| Insgesamt                                                                                    | Silber1 | 11× Gold11 | 7× Platin7 |           |                             |